# Zugtaufe

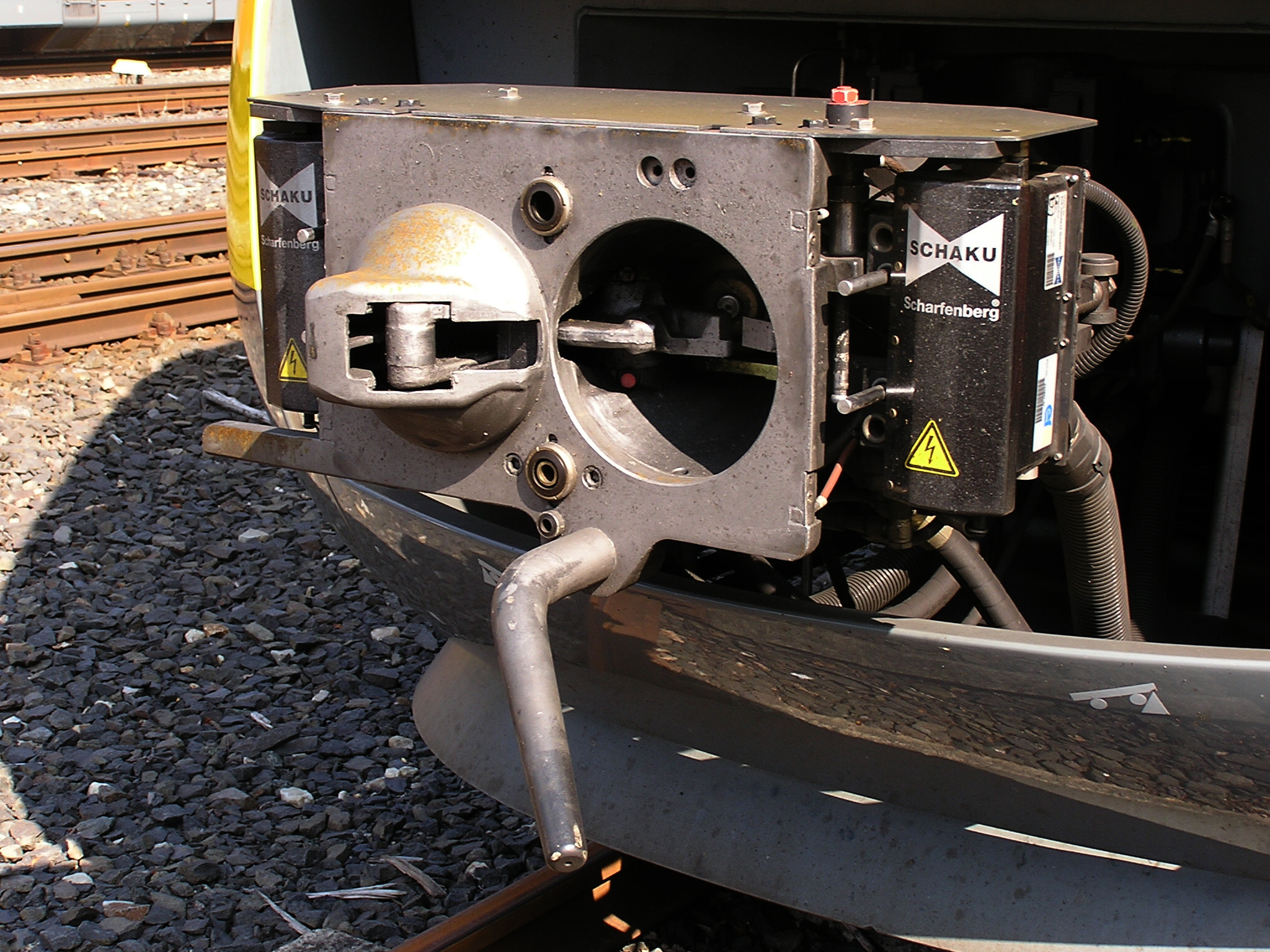
Über eine Mittelpufferkupplung können elektrische Signale zwischen Fahrzeugen übertragen werden, was eine technische Voraussetzung für eine Zugtaufe ist.

Eine Zugtaufe dient zur Feststellung der im Zugverband eingereihten Schienenfahrzeuge sowie deren Ausrichtung. Jedem Wagen wird durch diese eine logische Adresse zugeordnet.
Damit die Kommunikationssysteme der elektrischen Systeme im Zugverband, der sogenannte Zugbus, funktionieren, ist eine Zugtaufe erforderlich. Nach erfolgter Zugtaufe sind die Wagenreihenfolge, die Ausrichtung der Wagen sowie der letzte Wagen dem Zug bekannt. Anhand von allen technisch registrierten Wagen wird eine Zuordnungstabelle erstellt. Jedes Fahrzeug stellt dabei einen sogenannten Kommunikationsknoten dar. Nachdem die Zugtaufe erfolgreich durchgeführt worden ist, ist eine automatische Bremsprobe möglich. Ebenfalls kann damit eine kontinuierlich stattfindende Zugvollständigkeitskontrolle gewährleistet werden, da dem System der letzte Wagen im Zugverband bekannt ist. Durch die Kenntnis über den letzten Wagen kann an demjenigen Wagen das Zugschlusssignal automatisch gesetzt werden, mit einem Verlust des Status „letzter Wagen“ durch eine neue Zugtaufe oder der De-Initialisierung wird das Zugschlusssignal hingegen automatisch ausgeschaltet.
Durch das logische Adressierungsschema können alle elektronischen Systeme der einzelnen Fahrzeuge untereinander im Zug über den Zugbus kommunizieren. Spätestens alle 120 Sekunden findet ein zyklischer Nachrichtenaustausch zwischen allen Kommunikationsteilnehmern statt, um zu prüfen, ob die Funktionsfähigkeit des Systems weiterhin gegeben ist.
Der Prozess der Zugtaufe wird vom Triebfahrzeugführer vor dem Beginn einer Zugfahrt über ein multifunktionales Display vom führenden Triebfahrzeug aus gestartet. Um eine Zugtaufe durchführen zu können, müssen alle im Zugverband eingereihten Fahrzeuge über eine elektrische Energieversorgung verfügen. Jeder Kommunikationsknoten eines Fahrzeuges muss Zugriff auf die jeweilige Wagennummer haben. Ebenfalls muss sich eine Richtungserkennung ableiten lassen.